# Handley Page Hendon
Die Handley Page H.P.25 Hendon war ein britischer Torpedobomber der 1920er Jahre. Die Hendon war ein zweisitziger, einmotoriger Doppeldecker, der eine Weiterentwicklung der Handley Page H.P.19 Hanley darstellt. Sechs Exemplare des Flugzeuges wurden vom britischen Luftfahrtministerium für Testzwecke geordert. Diese sechs Flugzeuge stellen die Gesamtzahl der gebauten Exemplare dieses Typs dar. Somit muss die Maschine als wirtschaftlicher Misserfolg betrachtet werden.

## Technische Daten
| Kenngröße             | Daten                                   |
| --------------------- | --------------------------------------- |
| Besatzung             | 2                                       |
| Länge                 | 10,52 m                                 |
| Spannweite            | 14,02 m                                 |
| Höhe                  | 4,17 m                                  |
| Flügelfläche          | 52,21 m²                                |
| Leermasse             | 1978 kg                                 |
| Startmasse            | 3164 kg                                 |
| Antrieb               | ein 12-Zylinder-W-Motor Napier Lion IIB |
| Leistung              | 450 PS (ca. 330 kW)                     |
| Höchstgeschwindigkeit | 177 km/h                                |
| Gipfelhöhe            | 2900 m                                  |